# Syndipnus sternoleucus
Syndipnus sternoleucus är en stekelart som först beskrevs av Johann Ludwig Christian Gravenhorst 1829.  Syndipnus sternoleucus ingår i släktet Syndipnus och familjen brokparasitsteklar. Inga underarter finns listade i Catalogue of Life.